# Goundam (stad)
Goundam is een stad (commune urbaine) en gemeente (commune) en hoofdplaats van de cercle Goundam in de regio Timboektoe in Mali.
In 2009 telde de gemeente 12.600 mensen. De belangrijkste etnische groepen zijn de Songhai, Toeareg en Fulbe.
Het is de geboorteplaats van voormalig premier Ahmed Mohamed ag Hamani.